# 6115 Martinduncan
A 6115 Martinduncan (ideiglenes jelöléssel 1984 SR2) a Naprendszer kisbolygóövében található aszteroida. Brian Skiff fedezte fel 1984. szeptember 25-én.